# Erasmus Quellinus II

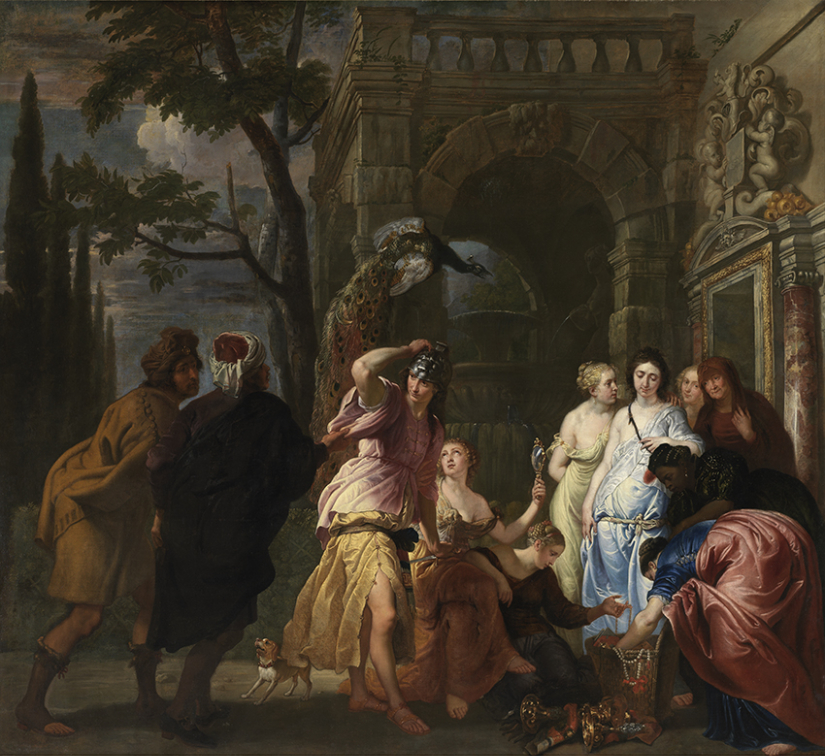
Aquil·les entre les filles de Licomedes, 1643, oli sobre llenç, 220 x 240 cm, Bruges, Groeningemuseum.

Erasmus Quellinus II, també anomenat Erasmus el Jove (Anvers, 1607- 1678), fou un pintor i dibuixant barroc neerlandés, membre d'una família d'artistes, principalment escultors, ofici exercit pel seu pare Erasmus Quellinus I i el seu germà, Artus Quellinus.

## Biografia i obra
Erasmus es va formar inicialment amb el seu pare, però havent optat per la pintura es va inclinar cap als pintors caravaggistes flamencs com Theodoor Rombouts o Gerard Seghers, per crear mitjançant l'ús de la llum figures rotundes de modelatge escultòric.

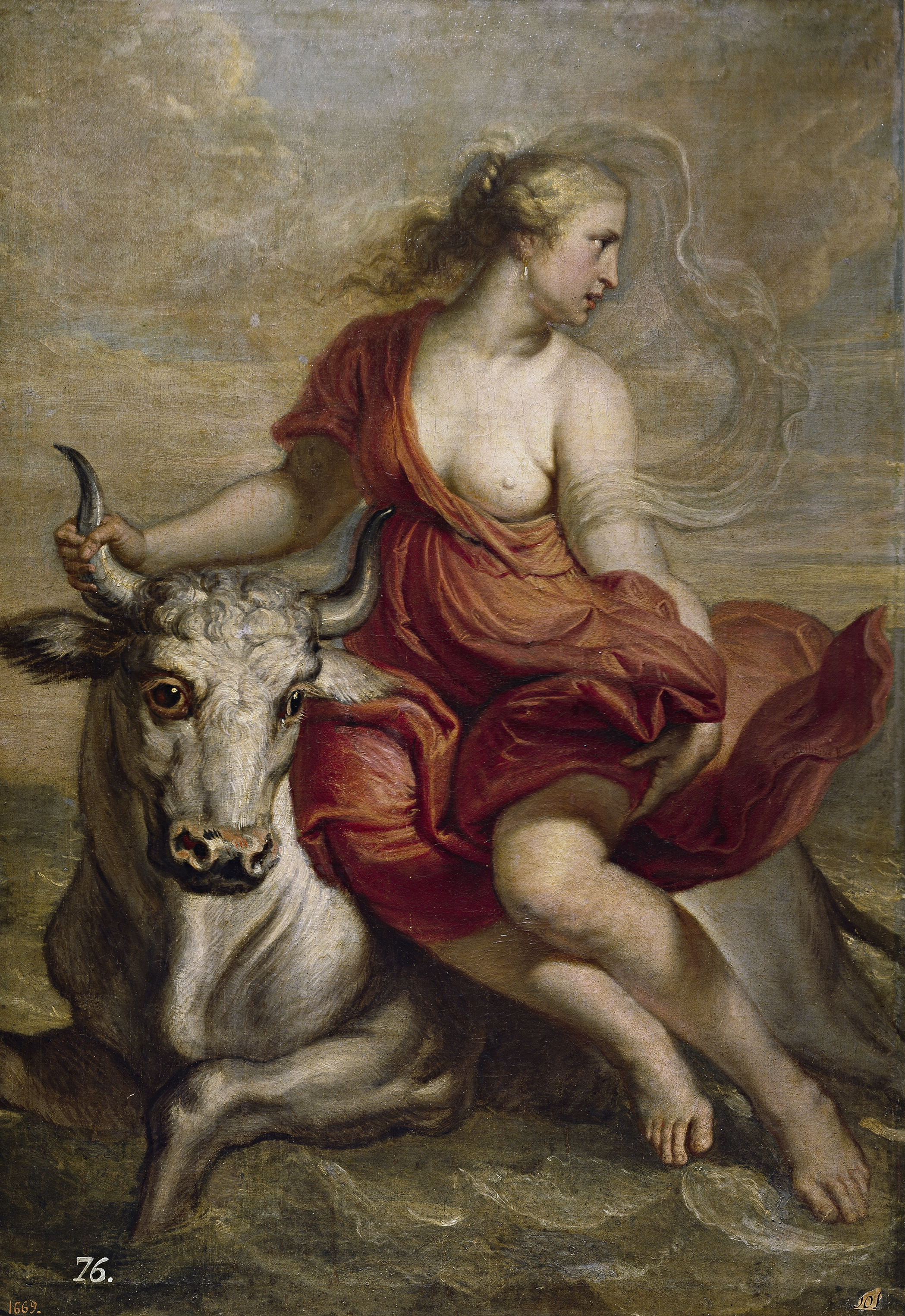
El rapte d'Europa, 1635, oli sobre llenç, 126 x 87 cm, Madrid, Museu del Prado.

Cap a 1633 es va establir com a mestre pintor independent, ingressant en el Gremi de Sant Lluc de la seva ciutat natal, alhora que va començar a col·laborar amb Rubens, primer en les luxoses arquitectures efímeres aixecades per commemorar la «joyeuse entrée» del cardenal-infant don Cardenal-Infant Ferran d'Àustria a la ciutat d'Anvers el 15 d'abril de 1635, i a continuació en l'ampli cicle de pintures mitològiques encarregades per Felip IV de Castella per a la decoració de la Torre de la Parada, en el qual Rubens es trobava treballant ja al novembre de 1636. A Quellinus van correspondre en aquest encàrrec sis quadres realitzats sobre els esbossos de Rubens, tots ells conservats en el Museu del Prado. A partir d'aquest moment la seva pintura es va fer més ampulosa, triant per a les seves escenes d'assumpte tant històric com a mitològic o religiós luxosos fons arquitectònics d'arrel clasicista.
Va col·laborar també amb certa freqüència amb Daniel Seghers i amb el seu cunyat Jan Philip van Thielen, pintant les figures de les seves cèlebres garlandes florals i, a partir de 1656, amb el seu germà Artus es va encarregar de la decoració del nou Ajuntament d'Amsterdam. Com a dibuixant va proporcionar els dissenys per a sèries de tapissos, com la dedicada a la història de la família Thurn und Taxis.
Entre els seus deixebles i col·laboradors va estar el seu fill, Jan Erasmus Quellinus.